# USS LST-812
O USS LST-812 foi um navio de guerra norte-americano da classe LST que operou durante a Segunda Guerra Mundial.